# Szekitori
A szekitori (関取) egy olyan szumóbirkózó (rikisi), aki a felső két osztály valamelyikébe tartozik (makuucsi vagy dzsúrjó). Az elnevezés szó szerinti fordítása "[valaki, aki] vette az akadályt", jelentése azt tükrözi, hogy kevés szumósnak sikerül ebbe a ligába bekerülnie.
Jelenleg 70 rikisi van ezekben az osztályokban. A szekitorik a többi alsó osztállyal ellentétben egy torna mind a 15 napján küzdenek (az alsóbb osztályokban csak hétszer, nagyjából minden másnap egyszer, bővebb információért lásd a Professzionális szumóosztályok cikket).
Az alacsonyabb rangúakhoz képest (toriteki) számos előnnyel és kiváltsággal jár szekitorinak lenni, ezek közül néhány:
- kap fizetést és különböző bónuszokat (az alacsonyabb osztályokban inkább csak megélhetési hozzájárulást kapnak)
- van saját rajongói klubja
- jó minőségű férfi kimonót és egyéb kiegészítőket hordhat
- saját szobája van a hejában (szumóistálló)
- ha megházasodik, élhet a családjával a heján kívül
- kap kezdő rikisiket maga mellé személyes segítőnek (szolgálónak)
- selyemből készült, fonott zsinórokkal (szagarival) díszített mavasit (övet) hordhat a tornákon
- részt vehet a belépési ceremónián (dohjó-iri) melyen kesó-mavasit (színes, díszes kötény) viselhet
- óicsó csonmage frizurát hordhat a versenyeken és a hivatalos alkalmakkor (páfrányfenyő- vagy más néven ginkólevél formájúra kialakított, fejtetőn hordott konty)
- a rang megfelelő ideig történt birtoklása után lehetőség, hogy a Japán Szumószövetség rangidős tagja legyen (年寄 tosijori).

## Szekitoriemléktárgyak

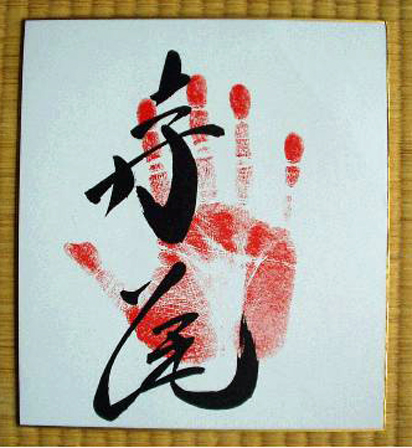
Terao egykori makuucsi tegatája

Az egyik leggyakoribb szumóval kapcsolatos emléktárgy a tegata (szó szerinti fordításban "kéz alakú"). Ilyet csak a szekitorik készíthetnek a rajongóiknak, ez az autogram szumós megfelelője. A tegata a szumóbirkózó fekete vagy vörös tintával készült tenyérnyomata, melyre a ringbeli nevét is ráírta kalligrafikus stílusban. Az eredeti tegatákat a rajongói klub tagjai szoktak kapni, általában másolatokat is lehet vásárolni alacsony áron.

## Rajongói (támogatói) klubok
Amint egy birkózó eléri a szekitori státuszt és ismertséget szerez, rajongói klubot (kóenkai) is alapíthat, ez a klub a szumóistálló (heja) saját rajongói klubja mellett működik. Ezek a klubok szoktak például kesó-mavasira vagy egyéb kiegészítőkre gyűjteni egy-egy birkózónak, cserébe elvárják, hogy közvetlenül találkozhassanak a birkózókkal és meghívják őket a tornákat követő ünnepi rendezvényekre és egyéb eseményekre.

## Fordítás
Ez a szócikk részben vagy egészben  a   Sekitori című angol Wikipédia-szócikk ezen változatának fordításán alapul.  Az eredeti cikk szerkesztőit annak laptörténete sorolja fel. Ez a jelzés csupán a megfogalmazás eredetét és a szerzői jogokat jelzi, nem szolgál a cikkben szereplő információk forrásmegjelöléseként.